# Plymouth Argyle
Plymouth Argyle Football Club ist ein englischer Fußballklub aus Plymouth, Devon. Die Mannschaft spielt derzeit in der drittklassigen EFL League One.
Die Vereinsfarben grün, weiß und schwarz sind der Flagge der Grafschaft Devon nachempfunden.

## Geschichte
Der Verein wurde am 1. September 1886 unter dem Namen Argyle Athletic Club gegründet. Seit 1903 trägt er seinen heutigen Namen. Größte Erfolge waren die Meisterschaft in der Southern League 1913 und das Erreichen des Halbfinals im FA Cup 1984, als man im Villa Park in Birmingham durch ein 0:1 gegen den FC Watford den Einzug ins Endspiel knapp verpasste. Plymouth spielt im Home Park Stadium. Den größten Zuschauerzuspruch erreichte der Club am 10. Oktober 1936, als gegen Aston Villa 43.596 Besucher kamen.
Der Spitzname des Vereins, The Pilgrims, geht auf die englischen Auswanderer zurück, die 1620 von Plymouth aus in die Neue Welt aufbrachen. Auf dem Wappen von Argyle findet man ein Bild der Mayflower, mit dem diese Siedler in Massachusetts gelandet sind.
Plymouth Argyle gilt als fußballerisches Aushängeschild Devons und hat auch im nahegelegenen Cornwall eine beträchtliche Fanbasis.

## Stadion
Im Zweiten Weltkrieg wurde der ursprüngliche Home Park, das Heimstadion von Plymouth Argyle, bei deutschen Luftangriffen auf Plymouth zerstört. Nach dem Krieg wurde das Stadion wieder aufgebaut. Insgesamt fasst das Stadion 17.904 Zuschauer.

## Kader der Saison 2025/26
Stand: 2. August 2025
| Nr. |            | Position | Name               |
| --- | ---------- | -------- | ------------------ |
| 1   | Nordirland | TW       | Conor Hazard       |
| 2   | England    | AB       | Bali Mumba         |
| 4   | England    | AB       | Brendan Wiredu     |
| 5   | Spanien    | AB       | Julio Pleguezelo   |
| 6   | Ungarn     | AB       | Kornél Szűcs       |
| 7   | England    | MF       | Jamie Paterson     |
| 8   | England    | MF       | Joe Edwards        |
| 10  | England    | ST       | Xavier Amaechi     |
| 16  | Schottland | AB       | Jack MacKenzie     |
| 17  | Australien | MF       | Caleb Watts        |
| 18  | Irland     | ST       | Owen Oseni         |
| 19  | England    | MF       | Malachi Boateng    |
| 21  | England    | TW       | Luca Ashby-Hammond |

| Nr. |          | Position | Name             |
| --- | -------- | -------- | ---------------- |
| 22  | Simbabwe | AB       | Brendan Galloway |
| 23  | England  | MF       | Bradley Ibrahim  |
| 24  | England  | MF       | Caleb Roberts    |
| 25  | Wales    | ST       | Freddie Issaka   |
| 27  | Kanada   | ST       | Aribim Pepple    |
| 29  | England  | AB       | Matthew Sorinola |
| 33  | England  | TW       | Zak Baker        |
| 37  | England  | AB       | Jack Matthews    |
| 38  | Wales    | ST       | Joseph Hatch     |
| 39  | England  | MF       | Tegan Finn       |
| 44  | Island   | AB       | Victor Pálsson   |
| 46  | England  | MF       | Ayman Benarous   |

## Statistik

### Sportliche Erfolge
- Third Division/Second Division/EFL League One
  - Sieger: 1930 (South), 1952 (South), 1959, 2004, 2023
- Third Division
  - Sieger: 2002
- EFL-Pokal
  - Finalist: 2023

### Trainer
- Jack Rowley (1955–1960)
- Malcolm Allison (1964–1965)
- Ken Brown (1988–1990)
- Peter Shilton (1992–1995)
- Neil Warnock (1995–1997)
- Paul Sturrock (2000–2004)
- Tony Pulis (2005–2006)
- Ian Holloway (2006–2007)
- Paul Sturrock (2007–2009)
- Paul Mariner (2009–2010)
- Peter Reid (2010–2011)
- Carl Fletcher (2011–2013)
- John Sheridan (2013–2015)
- Derek Adams (2015–2019)
- Ryan Lowe (2019–2021)
- Steven Schumacher (2021–2023)
- Ian Foster (2024)
- Wayne Rooney (2024)
- Miron Muslić (2025)
- Tom Cleverley (seit 2025)

### Bekannte Spieler
- Kári Árnason (2009–2011)
- Gordon Astall (1947–1953)
- Tom Black (1933–1939)
- Yannick Bolasie (2008–2011)
- Ray Bowden (1926–1933)
- Rory Fallon (2007–2011)
- Bjarni Guðjónsson (2004–2006)
- Conor Hourihane (2011–2014)
- Damien Johnson (2010–2012)
- Jack Leslie (1921–1934)
- Jamie Mackie (2008–2010)
- Emile Mpenza (2008–2009)
- Taribo West (2005)
- Bradley Wright-Phillips (2009–2011)

### Ligazugehörigkeit
- 1903–1920: Southern League

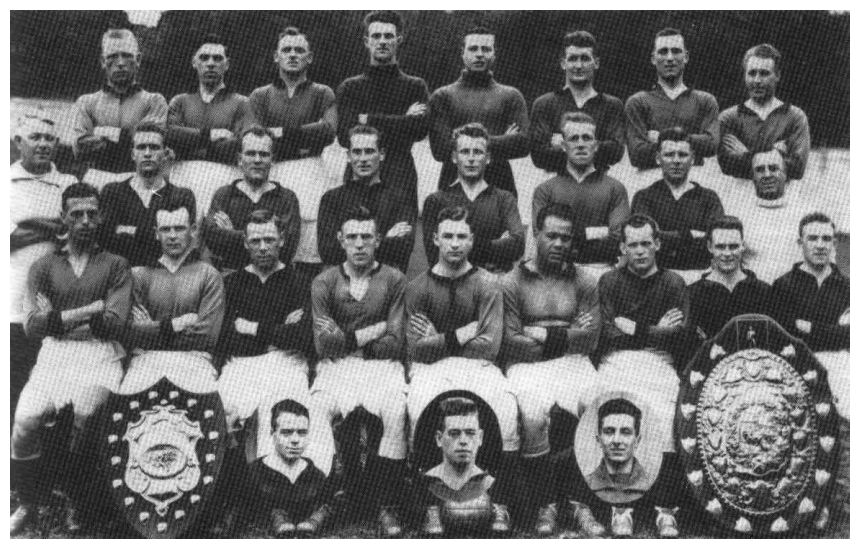
Drittliga-Meistermannschaft 1929/30

- 1920–1930: Football League Third Division
- 1930–1950: Football League Second Division
- 1950–1952: Football League Third Division
- 1952–1956: Football League Second Division
- 1956–1959: Football League Third Division
- 1959–1968: Football League Second Division
- 1968–1975: Football League Third Division
- 1975–1977: Football League Second Division
- 1977–1986: Football League Third Division
- 1986–1995: Football League Second Division
- 1995–1996: Football League Third Division
- 1996–1998: Football League Second Division
- 1998–2002: Football League Third Division
- 2002–2004: Football League Second Division
- 2004–2010: Football League Championship
- 2010–2011: EFL League One
- 2011–2017: Football League Two / EFL League Two
- 2017–2019: EFL League One
- 2019–2020: EFL League Two
- 2020–2023: EFL League One
- 2023–2025: EFL Championship
- seit 2025: EFL League One